# Bédiala
Bédiala is een stad en gemeente in Ivoorkust. Het ligt in het departement Daloa in de bestuurlijke regio Haut-Sassandra.

## Geboren
- Éric Tié Bi (20 juli 1990), voetballer